# Racing Club Portuense
Racing Club Portuense is een Spaanse voetbalclub uit El Puerto de Santa María nabij Cádiz in de autonome regio Andalusië. De club komt sinds het seizoen 2009/10 uit in de Tercera División.

## Historie
In 1954 debuteert Portuense in het professionele voetbal om vervolgens nooit meer te verdwenen. De club speelt jarenlang bovenin in de Tercera División, maar promoveert pas in 1977 voor het eerst naar de Segunda División B. Het verblijf hier duurt 7 jaar waarna de club weer verscheidene jaren uitkomt een divisie lager. Twee keer weet de club nog te promoveren in 1991, een jaar later degradeert de club weer, en in 2006. In dit wederom eerste seizoen heeft de club zich geclassificeerd voor de play-offs. In 2009 degradeert de club naar de Tercera División.
In totaal is de club 9 seizoenen actief geweest in de Segunda División B en 37 seizoenen in de Tercera División. De hoogst behaalde plaats is een 3e plaats in de Segunda División B in het seizoen 1979/80.

## Gewonnen prijzen
- Tercera División: 1967/68 en 2005/06